# District de Narmada
Le district de Narmada (gujarati : નર્મદા જિલ્લો) est un district de l'état du Gujarat en Inde.

## Géographie
Le district a une population de 590 297 habitants pour une superficie de 2 817 km2.